# Dzioborożec rudy
Dzioborożec rudy (Aceros nipalensis) – gatunek dużego ptaka z rodziny dzioborożców (Bucerotidae). Występuje w południowej i południowo-wschodniej Azji. Według IUCN jest narażony na wyginięcie.

## Zasięg występowania

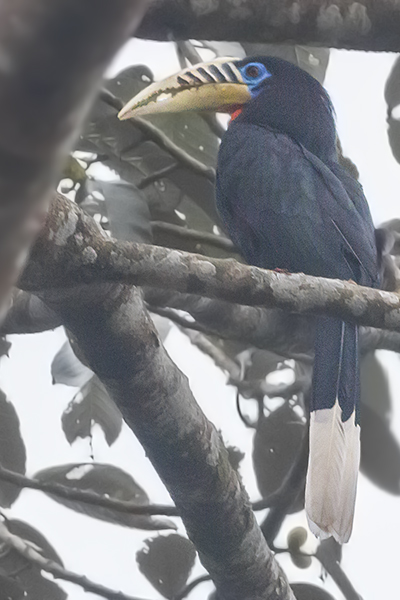
Samica

Dzioborożec rudy występuje w płd. Bhutanie i płn.-wsch. Indiach (Sikkim i płn. Bengal Zachodni do Arunachal Pradesh i płd. wzgórz Asam) na wsch. do płd. Chin (zach. i wsch. Junnan), i na płd. do płn. i wsch. Mjanmy, płn. i zach. Tajlandii, płn. Laosu i płn.-zach. Wietnamu.

## Taksonomia
Gatunek po raz pierwszy opisał w 1829 roku brytyjski przyrodnik Brian Houghton Hodgson, nadając mu nazwę Buceros nipalensis. Jedyny przedstawiciel rodzaju Aceros, utworzonego również przez Hodgsona w 1844 roku. Nie wyróżnia się podgatunków.

### Etymologia
Nazwa rodzajowa: gr. ακερως akerōs – bezrogi, od negatywny przedrostek α- a-; κερας keras, κερως kerōs – róg. Epitet gatunkowy pochodzi od Nepalu, skąd pochodził holotyp.

## Morfologia
Długość ciała 90–100 cm; masa ciała: samce 2500 g, samice 2270 g.

## Status
Międzynarodowa Unia Ochrony Przyrody (IUCN) uznaje dzioborożca rudego za gatunek narażony na wyginięcie (VU – Vulnerable). Liczebność populacji szacuje się na 7–10 tysięcy dorosłych osobników. Trend liczebności oceniany jest jako spadkowy. Głównymi zagrożeniami dla gatunku są wycinka lasów stanowiących jego siedliska oraz presja ze strony myśliwych.